# غوستاف دي روتشيلد
غوستاف دي روتشيلد (بالفرنسية: Gustave de Rothschild)‏ هو مصرفي وشخصية أعمال فرنسي، ولد في 17 فبراير 1829 في باريس في فرنسا، وتوفي بنفس المكان في 28 نوفمبر 1911.